# 甲斐靖文
甲斐 靖文（かい やすふみ、1939年6月30日 - ）は、大分県別府市生まれの日本の作曲家・編曲家・明治大学マンドリン倶楽部音楽監督・常任指揮者・OB会会長。古賀政男音楽文化振興財団理事。

## 経歴
1958年、明治大学法学部入学、明治大学マンドリン倶楽部に入部する。1962年に卒業後、大学の先輩にあたる古賀政男に作曲を、佐伯亮に編曲を師事する。
1965年に日本コロムビアに専属作曲家として迎えられ、藤山一郎・島倉千代子・都はるみ・舟木一夫・大川栄策・ペギー葉山・大月みやこ・キム・ヨンジャなどの楽曲、日本相撲協会練成歌（作曲）、器楽曲アルバム、カラオケなどを合わせると、これまでに6,000曲以上の楽譜を制作。歌謡曲の他、御当地曲、セミクラシック、CMソング、記録映画、劇伴音楽等、仕事の幅を広げる。近況は30年間専属だった日本コロムビアを離れ、フリーランスの作曲家・編曲家として活動。

## 人物

### 活動
明治大学マンドリン倶楽部用にオリジナル曲「津軽組曲」「風の中で」「荒城ファンタジー」「マンボ・デ・メイジ」「夢求めて」などを作曲。特に「津軽組曲」より「夏」はすべての演奏会で演奏され常に不動の人気を誇る。また「大地の子」をテーマに作曲した「百里香」（唄：荻原かおり）も各地の演奏会で好評を博している。その他にも懐かしき古賀メロディーを現代風のスタイルに新編曲した「ボレロ酒は涙かため息か」「マンボ無法松の一生」「サンバ柔」などは古賀メロディーに新しい風を吹き込んだものであり、編曲の素晴らしさを存分に味わうことができるものである。また、古賀政男・佐藤裕らと組んだ大正琴のレコードなども日本コロムビアから発売された。

### 功績
2001年11月、明治大学創立120周年記念式典に於いて、大学より特別功労賞を受賞した。返礼として、2002年明治大学讃歌「希望あふれて」を作曲し、大学に寄贈した。2008年12月、日本大衆音楽文化賞を受賞。2021年5月、明治大学特別功労賞を受賞。明治大学マンドリン倶楽部音楽監督、常任指揮者を1973年から務めている。

## 主な作品

### 作曲
- 『津軽組曲』―春・夏・秋・冬・第五番―
- 『綺想曲 酒は涙か溜息か』原曲：古賀政男
- 『幻想曲 時の流れ』（セミクラシック）
- 『希望あふれて（明治大学讃歌）』
- 『くちなし有情』歌唱：大川栄策
- 『人はみな旅人』
- 『女の子守唄』
- 『ふるさとの雲』等
- 『日本相撲協会錬成歌』（相撲教習所の事実上の校歌）

### 編曲
- 『女のねがい』ぴんからトリオ
- 『女のゆめ』ぴんからトリオ
- 『哀愁海峡』（ぴんから兄弟『女のきず』のB面）
- 『夢を抱く女』『夜に消えたい』ぴんから兄弟
- 『霧にむせぶ夜』黒木憲
- 『君からお行きよ』
- 『おれはしみじみ馬鹿だった』小島武夫
- 『マンボ 無法松の一生』
- 『サルサ 東京ラプソディ』
- 『ボレロ 悲しい酒』
- 『サンバ 柔』
- 『ボサ・ノヴァ 青い背広で』
- 『絃楽合奏 りんどう峠』

他多数